# Zalesie (Kamień)
Pour les articles homonymes, voir Zalesie.
Zalesie est une localité polonaise de la gmina mixte de Międzyzdroje, située dans le powiat de Kamień en voïvodie de Poméranie-Occidentale. Elle se situe à environ 23 km à l'ouest de la ville de Kamień Pomorski et 58 km au nord de la capitale régionale Szczecin.

## Géographie

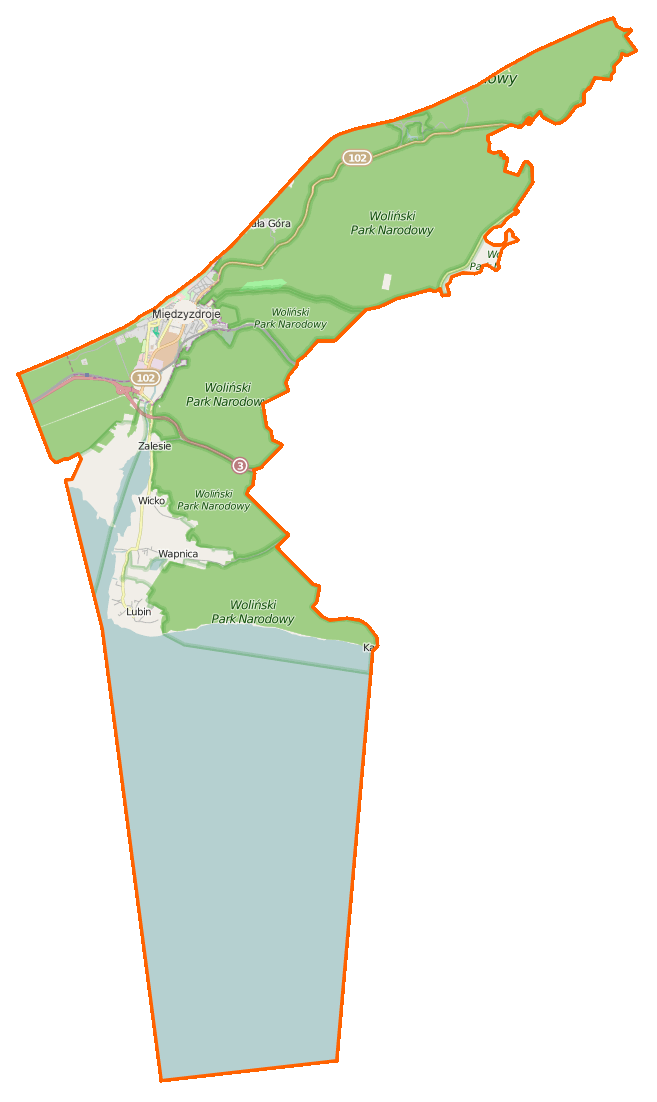
Carte de la gmina de Międzyzdroje.